# Jan Wężyk (zm. 1661)
Jan Wężyk herbu Wąż (zm. w 1661 roku) – starosta warecki w latach 1641-1661, starosta sieradzki w latach 1633-1661, dworzanin królewski.
Poseł na sejm koronacyjny 1633 roku, sejm 1634 roku, sejm zwyczajny 1637 roku, sejm 1638 roku, sejm 1639 roku, sejm 1640 roku, sejm 1641 roku, sejm 1642 roku, sejm 1643 roku, sejm 1645 roku, sejm 1646 roku, sejm 1647 roku.
Poseł na sejm koronacyjny 1649 roku. Poseł sejmiku szadkowskiego na sejm 1659 roku.